# León Felipe
Pour les articles homonymes, voir Felipe.
León Felipe, né Felipe Camino Galicia de la Rosa à Tábara (Espagne) le 11 avril 1884 et mort à Mexico le 18 septembre 1968 , est un poète et dramaturge espagnol.

## Biographie

### Jeunesse
Felipe Camino Galicia de la Rosa est né dans une famille aisée, dont le père, Higinio Camino de la Rosa, est notaire, à Tábara, en Castille-et-León. Après s'être diplômé en pharmacie, il a commencé par gérer plusieurs pharmacies dans des villages d'Espagne, avant de changer complètement de cap et de parcourir le pays comme acteur d'une compagnie de théâtre.
Coupable de détournement de fonds, il est emprisonné trois ans. Il se marie avec la péruvienne Irene Lambarri, et vit avec elle à Barcelone, mais le mariage tourne court.
Son mode de vie peu stable lui pose de grands problèmes économiques jusqu'en 1919, année où il commence à se consacrer à la poésie, à Madrid.

### Felipe, républicain exilié
Après trois ans passés en Guinée équatoriale, alors colonie espagnole, où il travaille comme administrateur d'hôpital, il voyage au Mexique en 1922 avec une lettre de recommandation d'Alfonso Reyes qui doit lui ouvrir les portes du monde intellectuel mexicain.
Il travaille comme bibliothécaire à Veracruz, puis comme professeur de littérature espagnole à l'Université Cornell, à Ithaca (États-Unis). Il se marie une deuxième fois avec Berta Gamboa, également professeure.
Il revient en Espagne peu avant la Guerre civile espagnole. Il vit comme militant républicain jusqu'en 1938, année où il s'exile définitivement au Mexique. Il y sera attaché culturel à l’ambassade de la Seconde République espagnole, la seule alors reconnue par le gouvernement mexicain. 
Il meurt à Mexico le 18 septembre 1968.

## Œuvre
Son œuvre est souvent associée à celle de Walt Whitman, qu'il traduit. Il partage avec lui le ton énergique, de proclamation et de harangue presque religieuse, ainsi que le chant à la liberté.
Après qu'en 2004 est célébré le 120e anniversaire de sa naissance, il y a toujours des partisans de la reconnaissance de León Felipe comme un poète majeur, afin de le faire émerger de sa condition d'exilé et de son manque d'appartenance à tout courant littéraire.
Son poème Como tú a été mis en musique et interprété par Paco Ibáñez qui en a fait une pièce majeure de son répertoire.
La chanson Vencidos de Joan Manuel Serrat, présente sur le célèbre album Mediterráneo, est tirée d'un poème de León Felipe.
Les traductions de León Felipe sont nombreuses, surtout dans le domaine du Théâtre à la Renaissance anglais. La date de plusieurs d'entre elles demeure inconnue, mais il existe notamment la disparue No quemen a la dama, basée sur l'originale anglaise The lady is not for burning. Actuellement, la plupart de son œuvre de traducteur et d'adaptateur est perdue.

### Poésie

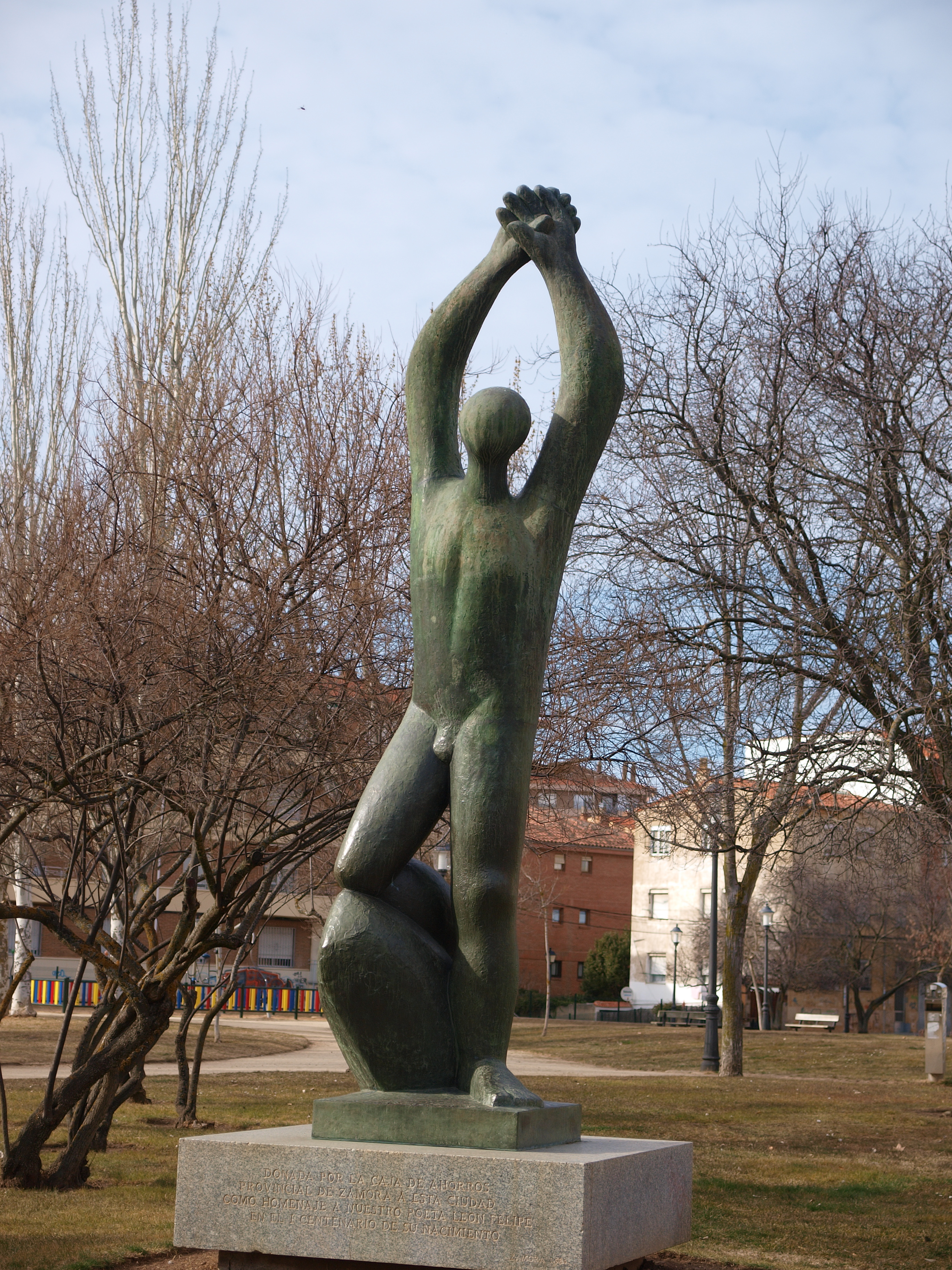
Hommage à León Felipe lors du centenaire de sa naissance (Zamora, Espagne, 1984) ; sculpture de Baltasar Lobo.

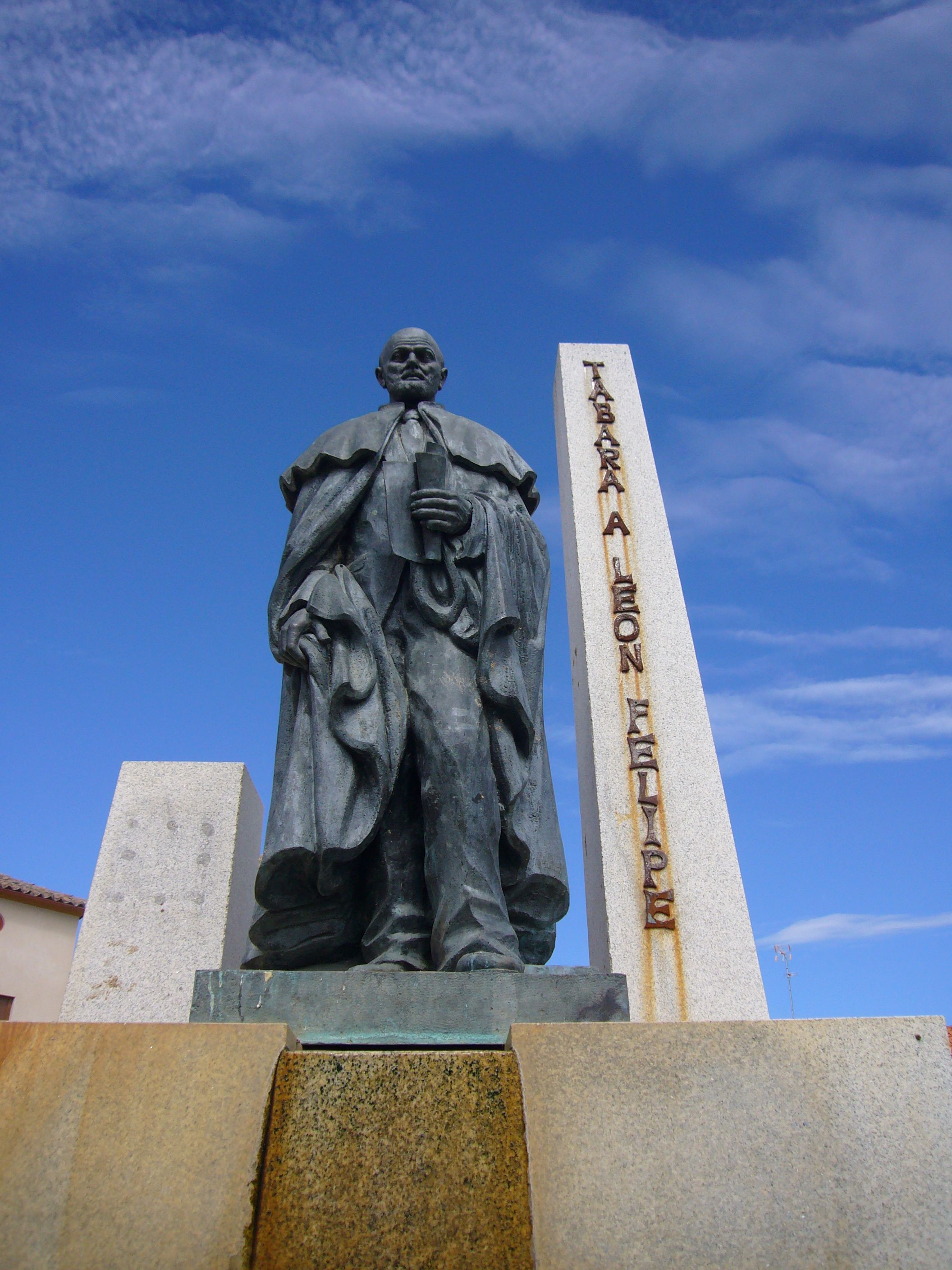
Monument à León Felipe à Tábara, son village natal.

- Versos y oraciones de caminante (1920 et 1929).
- Drop a Star (1933).
- La insignia (1936).
- El payaso de las bofetadas y el Pescador de caña : poema trágico español (1938).
- Español del éxodo y del llanto (1939).
- El gran responsable (1940).
- Traduction de Canto a mí mismo, de Walt Whitman (1941).
- El poeta prometeico (1942).
- Ganarás la luz (1943).
- Parábola y poesía (1944).
- Llamadme publicano (1950). Titre imposé par l'éditeur (Almendros y Cía. Editores, Mexique) ; Felipe souhaitait l'intituler Versos y Blasfemias del caminante
- El ciervo (1954).
- ¿Qué se hizo del rey don Juan? (1962).
- Rocinante (1967).
- Israel Discours lyrique prononcé le 31 juillet 1967 et publié en 1970 à México.
- ¡Oh, este viejo y roto violín! (1968).
- Como tú... (1962).

### Théâtre
Pièces originales :
- La Manzana (1951).
- El Juglarón (1961).

Adaptations d'œuvres de Shakespeare :
- Macbeth o el asesino del sueño (1954).
- Otelo o El pañuelo encantado
- No es cordero... que es cordera (basée sur Twelfh Night)